# Bandino Panciatichi
Bandino Panciatichi (talvolta anche Panciatici) (Firenze, 10 luglio 1629 – Roma, 21 aprile 1718) è stato un cardinale italiano.

## Biografia
Nato da una illustre famiglia dell'aristocrazia pistoiese, studiò diritto all'Università di Pisa e si trasferì a Roma per esercitare la pratica forense con il celebre giureconsulto Giovanni Battista De Luca: nel 1667 abbracciò lo stato ecclesiastico e nel 1678 fu nominato da papa Innocenzo XI segretario della Congregazione dei vescovi e regolari e referendario di Segnatura.
Patriarca titolare di Gerusalemme e assistente al soglio pontificio dal 1689, nel concistoro del 13 febbraio 1690 papa Alessandro VIII lo creò cardinale presbitero con il titolo di San Tommaso in Parione: venne poi assegnato ai titoli di San Pancrazio (1691) e Santa Prassede (1710). Fu prefetto della Congregazione del Concilio (1700-1718).
Morì a Roma nel 1718: la sua salma venne dapprima tumulata in San Pancrazio e poi traslata a Firenze, in Santa Maria Novella.
Nel capoluogo toscano fece realizzare lo storico Palazzo Panciatichi, su disegno di Francesco Fontana.
Fra i vescovi da lui ordinati, ricordiamo Pietro Gaddi, vescovo di Spoleto.

## Genealogia episcopale e successione apostolica
La genealogia episcopale è:
- Cardinale Scipione Rebiba
- Cardinale Giulio Antonio Santori
- Cardinale Girolamo Bernerio, O.P.
- Arcivescovo Galeazzo Sanvitale
- Cardinale Ludovico Ludovisi
- Cardinale Luigi Caetani
- Cardinale Ulderico Carpegna
- Cardinale Paluzzo Paluzzi Altieri degli Albertoni
- Cardinale Gaspare Carpegna
- Cardinale Bandino Panciatichi

La successione apostolica è:
- Vescovo Giovanni Matteo Marchetti (1691)
- Vescovo Sebastiano Perissi (1692)
- Vescovo Carlo Cutillo, O.S.B. (1694)
- Vescovo Giovanni Battista Capilupi (1694)
- Vescovo Giovanni Battista Gentile, O.S.B. (1694)
- Vescovo Pietro Gaddi (1695)
- Vescovo Giuseppe Cei, C.O. (1695)
- Vescovo Domenico Belisario de Bellis (1696)
- Vescovo Nicolò Nardini (1696)
- Vescovo Antonio Grassi (1696)
- Vescovo Pietro Paolo Gerardi (1696)
- Vescovo Vincenzo Maria de Rossi, O.F.M.Conv. (1696)
- Vescovo Lorenzo Fabri, O.F.M.Conv. (1697)
- Vescovo Giovanni Fontana (1697)
- Vescovo Giuseppe Antonio Bertodano (1697)
- Arcivescovo Andrea Deodati, O.S.B. (1697)
- Vescovo Giuseppe Rodoero (1697)
- Vescovo Giambattista Isnardi de Castello (1697)
- Vescovo Domenico Pacifico (1698)
- Vescovo Bisanzio Fili (1698)
- Vescovo Pietro Spinola, O.F.M. (1698)
- Vescovo Filippo Albini (1699)
- Vescovo Giovanni Dominico Tomati (1700)
- Cardinale Ulisse Giuseppe Gozzadini (1700)
- Arcivescovo Tommaso Antonio Scotti (1701)
- Arcivescovo Francesco Frosini (1701)
- Vescovo Orazio Maria Panciatichi (1703)
- Vescovo Benedetto Falconcini (1704)